# Mai 2009 en France
Chronologie de la France
- 2005
- 2006
- 2007
- 2008
- 2009
- 2010
- 2011
- 2012
- 2013

Janvier - Février - Mars - Avril - Mai - Juin - Juillet - Août - Septembre - Octobre - Novembre - Décembre 2009
2007 - 2008 - 2009 dans les DOM-TOM français - 2010 - 2011
2007 par pays en Europe - 2008 par pays en Europe - 2009 par pays en Europe - 2010 par pays en Europe - 2011 par pays en Europe 

## Évènements
- du 13 mai au 24 mai : Festival International du Film de Cannes[1]

## Chronologie

### Vendredi1ermai 2009
Politique
- Défilés du 1er mai : Les syndicats sont relativement unis. Les manifestants sont plus nombreux que le 1er mai 2008 mais moins que le 19 mars 2009. Le FN réunit 1 200 personnes, selon la police, pour son traditionnel rassemblement.

Économie
- Le taux du livret A passe est baissé à 1,75 %, contre 2,5 % auparavant, son plus bas niveau depuis sa création en 1818. Il avait atteint 2 % entre août 2005 et février 2006. Suivant la recommandation du gouverneur de la Banque de France, le ministre de l'Économie, Christian Noyer, a choisi de ne pas appliquer la méthode de calcul automatique définie par la loi, qui aurait ramené le taux à 1 %. C'est la troisième fois en 15 mois que le gouvernement déroge à cette formule d'ajustement automatique du taux du Livret A, instaurée en 2003 pour dépolitiser ce sujet sensible.

Affaires diverses
- La ministre de la Santé, Roselyne Bachelot, annonce 2 cas avérés de grippe H1N1 en France.
- La police ferme une maison close clandestine, faisant travailler une dizaine de prostituées en majorité françaises, dans une villa avec piscine d'un quartier cossu de Saint-Prix (Val-d'Oise) depuis un peu plus d'un an. Les responsables sont arrêtés et mises en examen pour « proxénétisme aggravé ».
- Le Front national, qui cherche depuis des mois à vendre son siège historique à Saint-Cloud (Hauts-de-Seine), surnommé « le Paquebot », a décidé d'avoir recours à une vente aux enchères, selon la vice-présidente du mouvement, Marine Le Pen. À plusieurs reprises elle avait accusé « l'Élysée » d'empêcher la vente en « dissuadant » les acheteurs d'acquérir ce bâtiment, dans le but d'empêcher le parti de se sortir de ses difficultés financières : « Compte tenu des pressions du pouvoir en place, nous avons décidé de nous placer sous la protection de la chambre des notaires, à laquelle nous demandons d'organiser une vente aux enchères ».

### Samedi2 mai 2009
Politique
- La Jeunesse ouvrière chrétienne rassemble plus de 25 000 personnes au parc départemental de la Courneuve (Seine-Saint-Denis), consacré à l'accès des jeunes à la culture et aux loisirs. Le rassemblement a proposé aux jeunes de participer à des débats mais aussi à des ateliers de découvertes théâtrales, musicales ou sportives, et d'assister à des concerts de différents artistes.

Affaires diverses
- Échauffourée dans le quartier des Tarterêts (Corbeil-Essonnes) entre une trentaine de personnes et des policiers.
- Une rave-party sauvage rassemble quelque 25 000 personnes dans d'anciennes casernes à Bouafles près des Andelys (Eure). 19 personnes sont interpellées pour détention de stupéfiants et/ou conduite sous emprise d'alcool ou de stupéfiants.
- Libération de Florence Rey, après 15 ans de détention. Elle est coauteur de l’équipée meurtrière d’octobre 1994, où avec son compagnon Audry Maupin, elle avait tiré sur des policiers le 4 octobre 1994, tuant trois agents et un chauffeur de taxi. En 1998, elle avait été condamnée par la Cour d’assises à 20 ans de réclusion criminelle[2].

### Lundi4 mai 2009
Politique
- Le président Nicolas Sarkozy installe les 9 premiers commissaires à la réindustrialisation, chargés de veiller à la reconversion des bassins d'emplois les plus touchés par la crise.
- La « Ronde infinie des obstinés », une marche permanente lancée par les enseignants de l'université Paris VIII depuis le 23 mars pour amener le gouvernement à retirer ses réformes controversées de l'enseignement et à négocier, a dépassé sa 1001e heure dans la nuit de dimanche à lundi, sur le parvis de l'Hôtel de ville à Paris.
- Environ 120 des 194 établissements pénitentiaires français sont touchés par le mouvement de « blocage progressif » organisé par trois principaux syndicats de surveillants pour demander notamment des effectifs supplémentaires. L'Administration pénitentiaire emploie 33 000 agents dont 24 300 personnels de surveillance.

Économie
- Sur les trois premiers mois de l'année, 58 188 dossiers de surendettement ont été déposés. En 2008, la Banque de France a enregistré 188 485 dépôts de dossiers, un record, dont 158 940 ont été jugés recevables. La ministre de l'Économie, Christine Lagarde, a présenté le 22 avril un projet de loi encadrant le crédit à la consommation, afin notamment de mieux prévenir le surendettement des ménages.
- Le secrétaire d'État à l'Emploi, Laurent Wauquiez, et les organisations professionnelles du secteur du BTP signent un accord triennal de 60 millions d'euros, dont près d'un tiers alloué par l'État dans le cadre du Fonds d'investissement social, pour développer l'emploi et les compétences face à la crise et aux normes environnementales. Le secteur de la construction, qui regroupe bâtiment et travaux publics, compte près de 1,4 million d'actifs en France. L'accord est articulé autour de trois objectifs : favoriser l'anticipation des évolutions des emplois et des compétences, adapter les compétences aux nouveaux besoins environnementaux, prévenir les difficultés d'emploi liées à la crise (formation, mobilité interne et externe, etc).
- Le groupe d'énergie GDF Suez annonce associer le groupe pétrolier Total à la construction du réacteur EPR de Penly, près de Dieppe, en lui accordant 25 % de sa participation de 33,33 % plus une action. GDF Suez et Total sont « déjà partenaires dans de nombreux projets énergétiques internationaux, dans des domaines tels que l'exploration-production d'hydrocarbures, la production d'électricité au moyen de turbines à gaz aux Émirats arabes unis ou encore dans l'énergie solaire [...] Cette attribution conforte la position, le rôle et l'expertise de GDF Suez dans le nucléaire. Pour Total, il s'agit du premier projet nucléaire auquel le groupe est associé ».

Affaires diverses
- Début des fouilles à Fromelles sur le site de fosses communes creusées par les Allemands trouvées en 2007. Des centaines de corps de soldats britanniques et australiens tombés en 1916 y seront exhumés. La Grande-Bretagne a établi une liste de 350 soldats qui pourraient avoir été enterrés à Fromelles, et l'Australie a recensé 191 noms, à partir notamment des informations fournies par le public. La bataille de Fromelles, entre le 19 et le 20 juillet 1916, devait permettre de faire diversion au moment où se déroulait, à environ 80 km au sud, la bataille de la Somme. Environ 7 000 soldats australiens et britanniques ont perdu la vie, ont été blessés ou ont disparu lors de cette bataille[3].

### Mardi5 mai 2009
Politique
- La ministre de l'Enseignement supérieur et de la Recherche, Valérie Pécresse, présente un plan en faveur des nanotechnologies baptisé Nano-Innov destiné à favoriser les dépôts de brevets et leur acquisition par l'industrie. Ce plan, qui doit « donner à l'industrie française les moyens de réussir le virage des nanotechnologies », prévoit la création de trois « centres d'intégration » à Saclay, près de Paris, Grenoble et Toulouse, qui ont vocation à être complémentaires et à s'insérer dans un cadre de recherche au niveau européen[4].
- Journée internationale de la sage-femme. Quelque 3 000 étudiants et professionnels sages-femmes manifestent à Paris, pour demander « une intégration » de leur formation « dans l'université ».
- Le Parti socialiste français présente un document de 32 pages intitulé « L'Échec » dans lequel il examine « les promesses » de campagne du chef de l'État « en matière de pouvoir d'achat, d'emploi, d'éducation, de libertés, d'insécurité », dénonçant « l'échec cuisant et sidérant » de la politique du président Nicolas Sarkozy au cours des deux premières années de son mandat[5].

Affaires diverses
- En 2008, la saisie des articles contrefaits par les douanes d'Orly a augmenté de 157 % par rapport à 2007, soit 40 528 articles pour une valeur de 5,2 millions d'euros, essentiellement dans le secteur du fret express en provenance de Chine.

### Mercredi6 mai 2009
Économie
- Selon l'INSEE, environ 7,9 millions de personnes vivaient en dessous du seuil de pauvreté en France en 2006, soit 13,2 % de la population, contre 11,7 % en 2004. En 2006, une personne vivant seule était qualifiée de pauvre quand son revenu disponible était inférieur à 880 euros par mois et à 1 320 euros pour un couple sans enfant.
- Le groupe pétrolier anglo-néerlandais Royal Dutch Shell prévoit de vendre 70 % de ses stations-service françaises, soit 240 stations-service sur un total de 340 en France, et de supprimer quelque 400 postes en France sur un total de 1 200. Le groupe a vendu ses trois raffineries françaises l'année dernière. Le centre de recherche de Shell en France (82 postes), installé à Petit-Couronne en Haute-Normandie (huiles, graisses et bitumes) va fermer, et cette activité sera transférée en Inde et aux Pays-Bas. En outre, le service aux clients (vente à distance) ira en Afrique du Sud et certaines fonctions supports (services financiers, juridiques...) en Pologne. Shell a réalisé 31 milliards de dollars de bénéfices en 2008[6].
- Le groupe de chimie Rhodia prévoit la suppression de quelque 200 postes en France pour 4 700 salariés en France et 14 500 dans le monde. En mars, il avait déjà annoncé 91 suppressions d'emplois réparties sur ses sites français de Belle-Etoile (Rhône), Valence (Drôme) et Melle (Deux-Sèvres). Le groupe a « des plans similaires pratiquement dans tous les pays » où il est présent.

Affaires diverses
- Un chauffeur routier a découvert in extremis douze clandestins cachés dans la citerne de son camion qu'il s'apprêtait à remplir d'acide sulfurique à 94 % dans une usine chimique de Calais.

### Jeudi7 mai 2009
Affaires diverses
- Un réseau de revendeurs de drogue qui fonctionnait depuis 2 ans est démantelé dans le Puy-de-Dôme sur Charbonnières-les-Varennes, Riom, Clermont-Ferrand et Aurillac (Cantal). 14 personnes ont été arrêtées, le trafic aurait porté sur 15 kg d'héroïne en provenance d'Espagne.

### Vendredi8 mai 2009
Politique
- Le conseiller d'État Jean-Ludovic Silicani (57 ans) est nommé président de l'Autorité de régulation des communications électroniques et des postes (Arcep), prenant la succession de Jean-Claude Mallet.
- L'humoriste, acteur et militant politique, Dieudonné M'bala M'bala présente une très hétérogène liste « anti-sioniste » pour les européennes en Île-de-France, remerciant le secrétaire général de l'Élysée, Claude Guéant, d'avoir popularisé son initiative en lançant la question de son interdiction.

Affaires diverses
- Un chauffeur d'autocar scolaire de Haute-Garonne de 59 ans, dont le comportement au volant avait inquiété des collégiens est interpellé avec près de 2,5 g/litre d'alcool dans le sang. Les enfants avaient appelé leurs parents à l'aide de téléphones portables pour signaler que le chauffeur « conduisait dangereusement dans un état second », après être descendus en masse à un des arrêts du car.

### Samedi9 mai 2009
Politique
- L'ancien ministre socialiste Claude Allègre (72 ans) se déclare prêt à devenir ministre du président Nicolas Sarkozy soulignant son intérêt pour un « ministère du Commerce international et de l'Industrie », une sorte de Miti français (ministère du Commerce international et de l'Industrie au Japon).
- Une bagarre a eu lieu  dans la soirée, dans le quartier Pernety (Paris 14e), lorsque des militants d'extrême gauche de la Confédération nationale du travail s'en sont pris à des militants d'extrême droite du Comité du 9 mai qui tenaient une réunion. La Police a interpellé 19 personnes, il n'y a eu ni blessé ni dégradation matérielle.

Affaires diverses
- Le député UMP Didier Julia, qui avait revendiqué un rôle dans la libération des journalistes Christian Chesnot et Georges Malbrunot, enlevés en Irak en 2004, est officiellement innocenté par la justice ainsi que Philippe Brett et Philippe Evanno, ce qui va à l'encontre du soupçon d'initiative personnelle qui pesait sur le trio. Les trois hommes, poursuivis pour « intelligence avec une puissance étrangère », étaient accusés d'avoir perturbé les tractations officielles en recourant au soutien du régime ivoirien, cependant selon les magistrats « l'intervention des autorités françaises aux côtés de Philippe Brett, Philippe Evanno et Didier Julia pour faciliter la libération des otages est avérée » contrairement aux affirmations du gouvernement Raffarin qui avait demandé au parquet de Paris de lancer des poursuites pénales contre les trois hommes, tout en niant toute forme de diplomatie parallèle[7].
- La basilique royale de Saint-Denis a été profanée par une demi-douzaine de croix gammées dessinées dans la nuit de vendredi à samedi sur plusieurs colonnes.
- Football : Le Club de Guingamp (Ligue 2) remporte la Coupe de France en battant le club de Rennes (Ligue 1) par 2 à 1 en finale samedi au Stade de France.
- 12 cas confirmés de grippe H1N1.

### Dimanche10 mai 2009
Politique
- Le président du groupe des députés UMP, Jean-François Copé affirme que la réforme du règlement de l'Assemblée allait « donner de nouveaux droits » à l'opposition « malgré elle ». Parmi ces nouveaux droits : « même nombre de questions d'actualité pour la gauche et la droite », « 40 % de temps de parole pour nous (majorité présidentielle), 60 % pour l'opposition » et « parité pour le contrôle de l'action gouvernementale ». La gauche accuse, elle, la majorité d'avoir dénaturé les pouvoirs nouveaux induits par la révision constitutionnelle, en limitant le droit d'amendement et en encadrant dans la durée la discussion des projets de loi.
- La ministre de l'Intérieur, Michèle Alliot-Marie, souhaite que la France « regarde son passé en face », lors de l'inauguration d'une exposition permanente consacrée au commerce atlantique et à l'esclavage à Bordeaux qui fut le deuxième port négrier français aux XVIIe et XVIIIe siècles : « La mémoire n'est rien si elle n'est pas dans le même temps une prise de conscience [...] Elle est importante car elle est valeur d'enseignement pour les générations à venir [...] On se grandit à regarder son passé en face, en assumant ses parts d'ombres et ses aspérités, en rejetant la tentation de l'oubli [...] L'histoire a placé la capitale de l'Aquitaine, comme d'autres ports de la façade atlantique, au cœur du commerce triangulaire et aujourd'hui, Bordeaux est synonyme et symbole de l'espoir et de la réconciliation ». Bordeaux fut le point de départ entre 1672 et 1837 de près de 500 expéditions maritimes qui déportèrent d'Afrique environ 130 000 esclaves vers les Antilles, occupant la deuxième place derrière Nantes.
- Le député socialiste Julien Dray estime que « le problème pour la gauche est de sortir du rythme sarkozien [...] Il continue comme président ce qu'il avait parfaitement réussi quand il était ministre de l'Intérieur : bouger tout le temps, ne jamais rendre de comptes, ouvrir chantier sur chantier pour épuiser l'adversaire. Ce qui compte pour lui, c'est l'apparence d'action et l'effet qu'elle suscite sur l'opinion. Avant de passer à autre chose ». La gauche doit donc « prendre le temps de revenir inlassablement aux vraies questions, rabâcher même si ça peut sembler un peu barbant [...] Car s'il y a mouvement perpétuel, il n'y a en réalité pas de résultats probants et, au contraire, devant la crise violente et qui va durer, la tentation redoutable de jouer la stratégie de la tension »[8].
- L'altermondialiste José Bové, de la liste Europe Écologie, estime que le président Nicolas Sarkozy a tendu « un sacré piège » à l'opposition pour ce scrutin, en ramenant « tout sur sa personne » au détriment du débat sur l'Europe, affirmant que « tout le monde est tombé dans le panneau. Le PS est tombé dans le panneau en prônant un vote sanction, (François) Bayrou est tombé dedans à pieds joints » : « Faire croire qu'il y a un vote sanction à travers les européennes », c'est une façon de « détourner les électeurs » de l'Europe, « Sarkozy a joué un super coup : il ramène tout sur sa personne et les gens se situent par rapport à lui »[9].
- L'ancien ministre socialiste de la Culture, Jack Lang annonce qu'il votera le texte Hadopi sanctionnant le téléchargement illégal sur internet alors que le PS combat ardemment ce projet de loi. Il espère que la position du PS sur le projet de loi internet ne soit qu'un « incident de parcours » et que ses amis socialistes retrouvent « pleinement, sur le plan de la culture et du savoir », la vision « défendue par la gauche depuis Jaurès  à Mitterrand en passant par Léon Blum »[10].

Affaires diverses
- Le concours Lépine 2009 est remporté par « Easymétros », un appareil de la taille d'un téléphone portable informant vocalement de l'itinéraire et du temps de trajet dans le métro. Sur le boîtier gris, destiné avant tout aux aveugles et mal voyants, on tape simplement les noms de la station de départ et celle d'arrivée, pour qu'une voix énonce l'itinéraire, avec le nombre de stations, les changements éventuels et la durée du parcours.
- Dans la soirée, échauffourées à Villiers-le-Bel (Val-d'Oise) lors de deux incidents distincts avec des « jeunes ». 5 policiers ont été blessés et 3 véhicules de police ont été dégradés. Environ 130 agresseurs ont participé à ces affrontements.
- Le Portugais Rui Costa (Caisse d'Epargne) remporte la 55e édition des Quatre jours de Dunkerque, devant le Belge Jürgen Roelandts et le Français Sébastien Chavanel.
- Le joueur de tennis Richard Gasquet admet avoir été contrôlé positif à la cocaïne, lors du tournoi de Miami, précisant que la contre-expertise avait confirmé la première analyse. Cependant il affirme pouvoir réunir les preuves de son innocence.

- Le Centre bouddhique international du Bourget (Seine-Saint-Denis), a été vandalisé par des personnes qui ont détruit une demi-douzaine de vitres avec des bâtons. Ce temple, dirigé par un moine d'origine sri-lankaise, est la cible d'actes de violence ou de vandalisme qui semble provenir de la communauté tamoul[11].

### Lundi11 mai 2009
Politique
- Le premier ministre, François Fillon, convoque les principales sociétés d'assurance crédit (SFAC (Euler Hermès), Coface, Atradius, etc.) — censées protéger les entreprises contre les risques d'impayés de leurs principaux clients — mais soupçonnées de réduire leurs garanties aux entreprises, pour venir s'expliquer et entendre leurs explications sur leur gestion de la crise.
- La ministre de l'Économie, Christine Lagarde, confirme la suppression de 34 000 postes de fonctionnaires dans le budget 2010, avec le non-remplacement d'un fonctionnaire sur deux partant à la retraite, en application stricte de « la règle du non-remplacement d'un fonctionnaire sur deux partant à la retraite ». Ces suppressions de postes permettront de réaliser en 2010 une économie proche de 956 millions d'euros, dont la moitié devrait être reversée aux fonctionnaires.
- Le porte-parole de l'UMP, Frédéric Lefebvre, dénonce « l'acharnement » de la Cimade « à défendre à tout prix son monopole » sur l'aide aux étrangers en rétention « et à écarter toutes autres associations, y compris les plus respectables, de l'assistance juridique » pour « ne pas partager l'aide de l'État avec d'autres »[12].
- Le député socialiste Jack Lang déclare vouloir voter le projet de loi Internet, estimant que « l'antisarkozysme systématique peut nous faire perdre le bon sens » : « On se fiche au fond de qui présente la loi, si c'est une bonne loi. Lorsque nous avons voté la loi Veil légalisant l'IVG, nous n'avons pas apporté notre soutien à Valéry Giscard d'Estaing. Et quand Jacques Chirac a voté contre la peine de mort, ce n'était pas une caution à la politique de François Mitterrand ! [...] Peut-être y a-t-il aussi chez certains la défense d'une vision consumériste de la culture, ce n'est pas la mienne [...] Je vote en permanence selon les instructions du PS. Mais là je ne peux pas. Ce serait renier mes combats et mes convictions ».

### Mardi12 mai 2009
Politique
- Les députés ont adopté, par 296 voix contre 233, en nouvelle lecture le projet de loi pour la protection des droits sur internet, dite loi Hadopi, qui prévoit de sanctionner le téléchargement illégal par une coupure de l'accès internet en cas de récidive.

Économie
- Le déficit budgétaire s'est creusé à 43,7 milliards d'euros fin mars 2009, contre 22,5 milliards d'euros fin mars 2008, notamment sous l'effet du coût du plan de relance et de la baisse des recettes fiscales.
- Le Premier ministre François Fillon estime que la télévision numérique terrestre (TNT) est un « succès populaire incontestable » et qu'il y a une « attente forte des téléspectateurs pour sa généralisation à l'ensemble du pays », assurant que son gouvernement respecterait bien la date du 30 novembre 2011 pour le passage au tout numérique, en réponse à des inquiétudes exprimées par trois « nouveaux entrants de la télévision numérique terrestre » — NextRadioTV (BFM TV), NRJ Group (NRJ 12) et Bolloré Media (Direct 8TNT).
- La ministre de l'Économie, Christine Lagarde, annonce qu'un « excellent accord » a été trouvé avec les assureurs-crédit, accusés de fragiliser les PME en supprimant leur garantie sans préavis, à l'issue d'une réunion avec leurs principaux représentants à Matignon. L'assurance-crédit concerne environ un quart des entreprises en France et a pour vocation d'assurer une entreprise contre les risques d'impayés de ses clients. La principale avancée prévoit l'information préalable des entreprises dont la couverture est réduite ou supprimée par les assureurs-crédit pour préserver leur propre situation financière.

Affaires diverses :
- Le Groupe d'intervention régional de Lyon, mobilisant quelque 250 policiers, a interpellé une quarantaine de personnes impliquées dans un trafic de cocaïne et de cannabis dans les départements de la Loire et limitrophes, à la suite d'une première affaire datant de novembre 2008.
- Selon un rapport de l'Observatoire national de la délinquance, le nombre des gardes à vue en France est passé de 426 671 en 2003 à 577 816 en 2008, soit une augmentation de 35,42 % en cinq ans, tandis que le nombre des personnes mises en cause n'a crû que de 22,56 % durant cette période[13].
- La police annonce le démantèlement en région parisienne d'un réseau de « trafiquants de migrants » soupçonnés d'avoir fait passer en neuf mois à travers l'Europe 150 personnes en situation irrégulière, à l'aide de faux papiers, pour un chiffre d'affaires global estimé à 500 000 euros. Parmi les dix hommes interpellés : 8 Iraniens, un Irakien et un Algérien.

Culture
- Le prix Albert-Londres 2009, le plus prestigieux de la presse française, est attribué à la journaliste pigiste, Sophie Bouillon (25 ans), pour son article « Bienvenue chez Mugabe », publié fin 2008 dans la revue XXI, qui raconte le retour dans son pays d'un jeune réfugié zimbabwéen. Le prix audiovisuel  été attribué à un journaliste indépendant, Alexandre Dereims (40 ans), pour un reportage sur « la condition des Nord-Coréens qui tentent de fuir la dictature ».
- Les prix des Gérard du cinéma 2009 ont été décernés à : Catherine Deneuve ("Gérard du désespoir féminin" dans le film "Cyprien"), Cali ("Gérard du désespoir masculin" dans le film "Magique"), Richard Berry ("Gérard de l'erreur de casting" dans le film "L'Emmerdeur"), Agnès Jaoui ("Gérard du réalisateur qui fait toujours le même film, mais en un peu moins bien à chaque fois" pour le film "Parlez-moi de la pluie"), Gad Elmaleh ("Gérard de la feignasse qui recycle un de ses vieux sketches en film d'une heure et demie" pour le film "Coco" et Arielle Dombasle ("Gérard de l'actrice qui bénéficie le mieux des réseaux de son mari" pour le film "La possibilité d'une île").

### Mercredi13 mai 2009
Politique
- La loi Hadopi contre le téléchargement illégal sur Internet est définitivement adoptée par les sénateurs par 189 voix contre 14 lors d'un vote solennel en nouvelle lecture.
- La commissaire européenne chargée des nouvelles technologies, Viviane Reding, ne voit rien dans la loi Hadopi qui contredise le droit européen, en particulier l'amendement 138 du droit communautaire européen, même s'il lui déplaît « politiquement ». Cet amendement, qui stipule que les droits fondamentaux des internautes ne peuvent être restreints « sans décision préalable des autorités judiciaires », a été réintroduit par les députés européens en deuxième lecture d'un vaste projet de réforme des télécommunications, précisément pour contrer le projet Hadopi.
- La ministre de la Justice, Rachida Dati fustige « l'arrogance » de l'ancienne ministre socialiste Élisabeth Guigou et son bilan avec « un taux record de délinquance +17 %; des taux records de suicide en détention (125 suicides en 1999), et de mineurs incarcérés (975 en juillet 1999 contre 698 en avril 2009), un taux inacceptable de détention provisoire (40 % des personnes en prison en 1998 contre 26 % aujourd'hui), le taux record de fermetures de places de prison sans nouvelles ouvertures (497 places fermées contre près de 9 000 places créées entre mai 2007 et 2009) », ce que réfute cette dernière[14].

Économie
- Les prix à la consommation en France ont augmenté de 0,1 % entre avril 2008 et avril 2009, l'inflation retrouvant ainsi son plus bas niveau depuis 1957. Cependant, l'indicateur d'inflation « sous-jacente », c'est-à-dire hors tarifs publics et produits soumis à de fortes fluctuations, reste plus soutenue avec +1,6 % sur un an.
- Environ 7,2 millions de Livret A ont été ouverts depuis le début de l'année dans les principales banques et réseaux d'assureurs nouvellement habilités à le commercialiser. En 2008, les deux réseaux bénéficiant d'une exclusivité de distribution jusqu'à fin décembre, la Banque Postale et la Caisse d'Épargne, en avaient ouvert un peu plus de 2 millions, ce qui constituait déjà une année historique. La collecte atteint près de 23 milliards d'euros depuis le début de l'année pour les nouveaux distributeurs, ce qui est nettement supérieur au total enregistré en 2008, soit 18,7 milliards.

Culture
- Ouverture officielle du 62e Festival de Cannes par le chanteur Charles Aznavour et la comédienne Hafsia Herzi.

### Jeudi14 mai 2009
Politique
- À la suite des annonces du président Nicolas Sarkozy, faites le 18 mars à Gagny (Seine-Saint-Denis), le ministère de l'Éducation annonce que 184 collèges et lycées considérés comme particulièrement vulnérables aux intrusions préparent des plans pour endiguer une violence qui ne s'arrête plus aux murs des établissements. L'ensemble de ces plans et diagnostics de sécurité, devraient porter essentiellement sur les abords, les problèmes de clôture, voire la vidéosurveillance[15].
- La Fédération nationale des syndicats d'exploitants agricoles (FNSEA) et les Jeunes Agriculteurs (JA) annoncent vouloir se mobiliser pour les élections européennes du 7 juin afin de peser sur la future réforme de la politique agricole commune (PAC) d'après 2013. Son président Jean-Michel Lemétayer qui a renoncé en janvier à se présenter sur les listes UMP pour les Européennes, s'est gardé de donner toute consigne de vote. La quasi-totalité du budget agricole français vient de Bruxelles. La France est le premier pays bénéficiaire des subventions européennes. La PAC, pilier historique de la construction européenne, représente quelque 40 % du budget total de l'UE avec près de 55 milliards d'euros par an en 2007, une manne dont de nombreux pays ou d'autres secteurs d'activités voudraient profiter.
- L'ancien ministre, Jean-Pierre Chevènement appelle au nom du Mouvement républicain et citoyen à voter « blanc ou nul » lors des élections européennes, estimant que « cette élection à un Parlement-fantôme est un trompe-l'œil », « le peuple français, en effet, ne doit pas laisser bafouer la volonté qu’il a démocratiquement exprimée le 29 mai 2005 », lors du « non » au référendum sur la Constitution européenne[16].
- 29 personnalités du monde universitaire lancent un appel pour « refonder l'université » pour qui selon eux il y a déclin et urgence à proposer une véritable refondation, émergeant du monde universitaire lui-même. Une solution qui passe par l'autonomie des universités[17].

Affaires diverses
- Une quarantaine d'agents d'ERDF et GrDF sont interpellés pour des dégradations survenues dans les bureaux de l'Association française de gaz (AFG), qui regroupe les grandes entreprises du secteur du gaz, hébergée au siège de l'Union nationale des employeurs de l'industrie gazière, en marge d'une manifestation à l'appel des syndicats Sud et CGT. Parmi les personnes interpellées figurent les principaux responsables des syndicats CGT de l'Energie en Île-de-France.

Culture
- Le 12e prix Louis Pauwels de la Société des gens de lettres (SGDL) est décerné, à Laure Mandeville, correspondante du Figaro à Washington, pour son essai « La Reconquête russe » (Grasset).

### Vendredi15 mai 2009
Politique
- Le ministre de l'Écologie, Jean-Louis Borloo lance un appel d'offres pour la construction d'ici 2011 d'au moins une centrale solaire par région française, pour une puissance cumulée de 300 mégawatts, estimant que « le solaire est désormais devenu une illustration de la croissance verte », afin de « faire 400 fois plus » de production d'électricité d'origine photovoltaïque « à l'horizon 2020 ».
- Le maire d'Issy-les-Moulineaux et secrétaire d'État chargé de la Fonction publique français, André Santini, a reçu à New York, le « prix du visionnaire » pour sa transformation de cette banlieue sud de Paris en laboratoire des technologies numériques[18].

Affaires diverses
- Grâce à l'identification de son ADN, un homme est soupçonné d'être impliqué dans le meurtre de 4 jeunes femmes âgées de 17 à 26 ans, commis entre 1980 et 1983 le long de la nationale 20, près d'Étampes.
- La première trithérapie anti-VIH en un comprimé quotidien, l'« Atripla », qui devrait faciliter l'observance du traitement, arrive sur le marché français à l'initiative conjointe de deux laboratoires américains, Gilead et Bristol-Myers Squibb (BMS). Atripla a reçu l'autorisation européenne de mise sur le marché en décembre 2007. Il est à ce jour en vente dans 59 pays[19].

### Samedi16 mai 2009
Affaires diverses
- 11 personnes sont blessées dont 6 grièvement dans l'accident du petit train touristique de la Citadelle de Besançon.

### Dimanche17 mai 2009
Politique
- Le leader du NPA (extrême gauche), Olivier Besancenot dénonce l'appel au vote utile lancé par le Parti socialiste qu'il accuse de n'avoir « pas fait » l'Europe sociale promise. : « J'ai écouté [...] Martine Aubry dire qu'il fallait voter utile c'est-à-dire donner les moyens aux partis institutionnels de vraiment changer l'Europe et de faire cette fois-ci promis, juré, craché l'Europe sociale [...] Ils sont mignons, ça fait depuis 1992 qu'ils nous font la même chanson [...] Ils devaient faire l'Europe sociale, ils ne l'ont pas fait[...] Au Parlement européen, la droite comme la gauche institutionnelle ont voté à 97 % des cas les mêmes résolutions ».

Affaires diverses
- Dans la nuit de samedi à dimanche, dans le quartier des « 4 000 » à La Courneuve (Seine-Saint-Denis), une patrouille de police essuie des tirs à l'arme lourde, alors que des policiers « convoyaient des gardés à vue après un examen à l'hôpital », dans un véritable « guet-apens », selon le syndicat policier « Alliance »[20].
- Décès de Daniel Carasso (103 ans), fondateur de la marque Danone France en 1929 et président d'honneur du groupe agroalimentaire.

Culture
- Quelque 1,8 million de personnes ont participé à la 5e édition de la Nuit des musées. Les 1 150 musées ouverts gratuitement ont accueilli 300 000 visiteurs de plus qu'en 2008.

### Lundi18 mai 2009
Économie
- Selon la Commission des comptes de la Sécurité sociale, le déficit du régime général (salariés) de la Sécurité sociale pour 2008 s'est établi à 10,2 milliards d'euros (maladie 4,4 mds €, vieillesse 5,6 mds €), au lieu de 9,3 mds prévus dans la dernière loi de financement de la Sécurité sociale. En 2007, le déficit avait été de 9,5 milliards d'euros.

### Mardi19 mai 2009
Politique
- Le premier ministre, François Fillon, estime que Areva doit se concentrer sur le nucléaire, « son cœur de métier », afin de devenir la champion de la France « pour le nucléaire civil dans le monde, de la mine d'uranium jusqu'au retraitement des déchets ».
- Le porte-parole du Parti socialiste, Benoît Hamon accuse le président Nicolas Sarkozy de « mentir » aux Français à Paris sur la Turquie en agitant « le chiffon rouge » contre son entrée dans l'Union européenne, alors qu'à Bruxelles, « il a ouvert deux chapitres supplémentaires » pour la poursuite du « processus de négociation » de son adhésion.

Économie
- Les députés adoptent le projet de loi du rapprochement des Caisses d'Épargne et des Banques Populaires pour « donner naissance au deuxième groupe bancaire français avec 34 millions de clients, plus de sept millions de sociétaires, 7 700 agences et près de 110 000 collaborateurs ». L'État va apporter 5 milliards d'euros pour accompagner la création du nouveau groupe. L'ex-secrétaire général adjoint de l'Élysée, François Pérol, doit en prendre la présidence.

Affaires diverses
- Des policiers de la Brigade financière ont perquisitionné les sièges de 3 banques (Natixis, Banque populaire et Caisses d'épargne) dans le cadre de l'enquête portant sur la diffusion présumée de fausses informations financières — diffusion d'informations trompeuses, présentation de comptes inexacts, répartition de dividendes fictifs et présentation de faux bilan — aux actionnaires de Natixis.
- Élection de Denis Masseglia, ex-président de la fédération française d'aviron, à la présidence du Comité international olympique et sportif français (CNOSF), succédant à Henri Sérandour, en poste depuis 1993.
- Le service public Pôle emploi annonce le recrutement d'environ 1 800 conseillers pour renforcer ses agences saturées par la crise.
- 16 cas confirmés de grippe H1N1 tous importés des États-Unis et du Mexique.

Culture
- Selon le Centre national de la cinématographie, 2008 a été une année record pour les salles de cinéma en France avec 189,7 millions d'entrée (+6,7 %) . Les productions françaises ont attiré 86,14 millions de spectateurs, ce qui constitue un record depuis 25 ans. 45 films ont dépassé le million de tickets vendus (+12,5 %). Les Français restent les plus gros consommateurs de cinéma en Europe avec 3,2 entrées en moyenne par habitant et par an contre 2,7 pour les Britanniques, 2,4 pour les Espagnols, 1,9 pour les Italiens et 1,6 pour les Allemands.

### Mercredi20 mai 2009
Économie
- Selon la Fédération française des sociétés d'assurance estime que le coût de la tempête Klaus pour les assureurs s'élève à 1,537 milliard d'euros, pour un total de 715 000 sinistrés déclarés.
- Selon le PDG d'EDF,  Pierre Gadonneix, la consommation des clients industriels, affectée par la conjoncture, a reculé de 9 % en France sur les quatre premiers mois de l'année 2009, mais « la croissance de la consommation des particuliers devrait compenser en grande partie le recul de la consommation des industriels ».

Affaires diverses
- Selon la CGT-cheminots, il existe une « recrudescence » des incidents depuis l'ouverture du transport ferroviaire français à la concurrence, et demande la création d'un « gendarme du rail » pour vérifier les conditions d'exploitation et le niveau de sécurité.

### Jeudi21 mai 2009
Affaires diverses
- Des échauffourées ont eu lieu dans la soirée entre des « jeunes » et la police, dans la banlieue nord d'Amiens, après la mort la veille d'un jeune motard lors d'un rodéo sauvage.

### Vendredi22 mai 2009
Politique
- 161 listes de candidats pour les élections européennes du 7 juin ont été déposées au ministère de l'Intérieur qui doit les valider[21].

Affaires diverses
- La cour d'appel de Paris rejette la demande d'indemnisation formulée par 12 anciens militaires, ou leurs ayants droit, qui estiment que les cancers dont ils souffrent sont liés à leur exposition aux radiations lors des essais nucléaires français dans le Sahara algérien et/ou en Polynésie entre 1961 et 1996.
- 25 « jeunes » sont interpellés lors d'une bagarre générale impliquant une soixantaine de personnes dans le quartier des Épinettes à Évry.
- Des opérations de barrages filtrants sont effectuées dans la région du Mans mais aussi en Manche et en Mayenne, par des producteurs de lait en colère contre l'effondrement des prix, dans l'attente de la nouvelle journée d'action nationale lundi.
- Arrestation d'un important trafiquant de drogue dans la cité Pablo-Picasso à Nanterre (Hauts-de-Seine) avec 1,1 kg de cocaïne, 1,2 kg d'héroïne, 1,9 kg de cannabis, et 5 armes à feu.

### Dimanche24 mai 2009
Affaires diverses
- Début du tournoi de tennis de Roland Garros

Culture
- Festival de Cannes : palme d'or pour Le Ruban Blanc de l'Autrichien Michael Haneke. Prix d'intérprétation féminine pour Charlotte Gainsbourg pour son rôle dans le film Antichrist de Lars von Trier.

### Lundi25 mai 2009
Politique
- Deuxième journée nationale d'action des producteurs de lait pour protester contre l'effondrement des prix de 30 % et peser sur le Conseil des ministres européens de l'Agriculture, à Bruxelles, où la question sera abordée à la demande de la France. Quelque 12 000 producteurs de lait bloquent 81 laiteries.

Économie
- Selon la Cour des Comptes, les dépenses de l'ensemble du budget de l'État ont augmenté de 3,4 % en 2008, bien au-delà de la norme fixée par le gouvernement qui souhaitait qu'elles ne progressent pas plus que l'inflation. Ce budget a été marqué par une baisse marquée des ressources nettes de l'État (-4,6 %) en 2008, en raison d'une diminution des recettes fiscales (-6,7 milliards d'euros), liée en partie seulement à la crise, et des recettes non fiscales (-730 millions). À cause de la chute des marchés financiers et immobilier, l'État n'a notamment pas pu compenser une partie du déficit en vendant des participations ou des immeubles.
- Selon la Safer, les forêts françaises n'ont pas souffert des effets de la crise en 2008, mais un ralentissement est attendu en 2009. Son indicateur de prix a augmenté de 7,1 % grâce à la flambée du prix du bois ces dernières années. En incluant le pourtour méditerranéen, l'augmentation de l'indice atteint 9,2 %. Le marché s'est élevé à 1,35 milliard d'euros en 2008.

Affaires diverses
- Démarrage en France du numéro d'urgence européen -116 000 pour le signalement des disparitions d’enfants, à l'occasion de la Journée internationale des enfants disparus. Ce dispositif, entièrement gratuit, accessible 24 heures sur 24 et identique dans tous les pays de l’Union européenne, offre aux familles concernées informations et soutien (accueil et écoute, suivi des dossiers pendant toute la procédure, orientation si nécessaire vers une aide psychologique…). En 2008, la France a connu 285 cas d'enfants disparus en hausse de 6,35 %.
- Démantèlement d'un réseau de trafic de drogue dans le Var et les Bouches-du-Rhône. Une soixantaine de personnes soupçonnées d'être impliquées depuis 2006 dans un trafic de cocaïne et d'héroïne, sont interpellées, à la suite de la découverte d'un homme assassiné dans la plaine de Grimaud.
- L'opérateur de téléphonie Bouygues Telecom lance la première offre « quadruple play » du marché français, baptisée « Ideo ». Concrètement, cette offre se décompose en quatre forfaits mobiles associés à la Bbox de Bouygues Telecom. Celle-ci offre un accès Internet illimité (débit de 20 Mb), plus de 90 chaînes TV, et les appels illimités vers les fixes en France et plus de 100 destinations à l'international. Bouygues y a ajouté le téléphone mobile.
- Vélib' Paris regroupe 170 000 utilisateurs, dont 94 % se déclare satisfaits, mais 16 000 vélos ont été vandalisés et 8 000 ont disparu depuis juillet 2007[22].
- 19 cas confirmés de grippe H1N1, importés des États-Unis, du Mexique et du Canada.

### Mardi26 mai 2009
Politique
- Le porte-parole de l'UMP et député des Hauts-de-Seine, Frédéric Lefebvre, défend le télétravail qui doit permettre aux salariés en arrêt maladie, en congé maternité prolongé ou en congé parental de « continuer de travailler s'ils le souhaitent et d'avoir des revenus supérieurs » car s'ils sont immobilisés physiquement « ils ont parfaitement les facultés intellectuelles pour continuer de travailler. Ils peuvent poursuivre leur fonction dans leur entreprise à distance », rappelant que « la France est en retard sur le télétravail », qui est « deux fois moins développé que dans la moyenne de l'Europe ».
- Eva Joly, colistière sur la liste Europe Écologie et ex-magistrate anti-corruption, estime aujourd'hui que la justice française est devenue « un bateau ivre avec une absence de capitaine et des réponses au coup par coup », dénonçant les deux projets gouvernementaux de suppression du juge d'instruction et de dépénalisation du droit des affaires qui font peser de « lourdes menaces sur l'indépendance de la justice ». Parlant de la ministre Rachida Dati, elle déclare : « C'est un soulagement de ne plus l'avoir comme ministre, le mépris qu'elle a exprimé à l'égard des magistrats est sans égal [...] elle a participé à la destruction de l'image de la justice en France »[23].

Économie
- Selon FranceAgriMer, les exportations de vin français ont connu une forte baisse, en volume (-12,4 %) et en valeur (-14,6 %), sur les huit premiers mois de la campagne 2008-2009, entamée en août.

Affaires diverses
- Le fournisseur d'accès à Internet Free annonce le lancement d'un « réseau Wi-Fi communautaire », avec trois millions de points d'accès à internet en France, via la Freebox V5 de ses abonnés, un dispositif qui existe déjà chez son concurrent Neuf-SFR. Ce service permet aux abonnés dégroupés de Free de se connecter gratuitement à l'internet sans fil sur l'ensemble du territoire, qui revendique ainsi « le plus grand réseau Wi-Fi communautaire au monde ».

- Démantèlement d'un réseau de trafic de voitures volées en bande organisée et escroquerie dans le Vaucluse lors duquel 31 personnes sont interpellées appartenant à une véritable bande organisée qui aurait volé puis procédé au « maquillage » et à la revente de 302 véhicules. L'enquête a duré 2 ans et 4 mandats d'arrêt ont également été délivrés, près de 150 000 euros ont été saisis et 127 comptes bancaires bloqués.
- Corse :
  - 4 personnes sont interpellées à L'Île-Rousse (Haute-Corse) dans le cadre de l'enquête sur l'attentat à l'explosif contre le bureau de poste de cette commune en septembre 2007.
  - 6 personnes sont interpellées dans le cadre du meurtre d'un gérant de bar de Porto-Vecchio (Corse-du-Sud) en août 2008.
- Démantèlement d'un réseau de 83 pédomanes s'échangeant des photos sur des sites Internet.
- Démantèlement d'une bande de 8 cambrioleurs d'objets de valeurs dans la Loire. Parmi les objets volets, des bijoux, des statuettes, et une trentaine de tableaux et lithographies. Les enquêteurs ont également aussi mis la main sur plusieurs armes de poing et sur des fausses coupures de billets de 100 euros.

### Mercredi27 mai 2009
Politique
- Dans le cadre de la réforme du règlement de l'Assemblée nationale et du sénat, les assemblées envisagent d'encadrer l'activité des lobbies dans les enceintes parlementaires. La présence des nombreux représentants d'entreprises, groupes d'intérêts, associations ou cabinets de lobbying, au Palais-Bourbon comme à celui du Luxembourg, restant incontrôlée.
- La baisse des effectifs dans la Fonction publique d'État a été plus importante que prévu, avec 28 000 équivalents temps pleins (ETP) supprimés en 2008, contre 22 921 fixés par la loi de finances. Ces réductions d'effectifs interviennent dans le cadre de la Révision générale des politiques publiques (RGPP), qui prévoit le non remplacement d'un fonctionnaire sur deux partant à la retraite. L'écart « traduit l'anticipation par certains ministères de suppressions de postes prévues dans le cadre du budget 2009-2011 ».

Économie
- L'opérateur téléphonique Orange (France Télécom) souhaite se doter d'un réseau communautaire sur internet, qu'il pourrait créer ou acquérir, s'inspirant ainsi du succès de sites comme Facebook ou Twitter. Les réseaux communautaires sur internet, qui permettent de créer une communauté en ligne et d'échanger avec elle des messages, photos ou vidéos, sont très populaires actuellement et suscite l'intérêt des investisseurs.

Affaires diverses
- Démantèlement d'un réseau lié au grand banditisme, de tenue de jeux clandestins, de trafic de cigarettes et d'extorsions de fonds dans le département des Alpes-Maritimes. Une cinquantaine de personnes ont été interpellées.
- Les douanes découvrent 684 kg de cocaïne dissimulée dans la remorque d'un poids lourd, immatriculé en Grande-Bretagne et revenant d'Espagne, circulant sur l'autoroute A9 près de Montpellier, lors d'un contrôle inopiné. Il s'agit de la plus importante saisie terrestre de cocaïne en France, d'une valeur de 27,392 millions d'euros. Deux personnes à bord du véhicule ont été interpellées[24].
- Dans le cadre du procès en cours de l'explosion de l'usine AZF de Grande Paroisse (groupe Total), qui a fait 31 morts le 21 septembre 2001, le tribunal découvre l'existence d'un quatrième rapport d'expertise, jusqu'alors dissimulé et défavorable au groupe pétro-chimique. Ce rapport s'appuie sur une simulation numérique montrant qu'une explosion des 10 tonnes de nitrate d'ammonium présentes dans le sas d'entrée du hangar 221, se serait propagée sans difficulté au tas principal de 300 tonnes en projetant le muret de séparation en béton armé à une vitesse de 350 m/s sur le tas principal[25].

### Jeudi28 mai 2009
Politique
- Le ministre de la Fonction publique Éric Woerth annonce la mise en œuvre d'un « système d'intéressement collectif » pour les fonctionnaires. Ce système « consiste à verser un complément de rémunération aux fonctionnaires d'un service si ce dernier a atteint les objectifs qui lui ont été fixés (qualité d'accueil du public, traitement des demandes des usagers) [...] C'est un chantier très lourd. Il faudra plusieurs années pour le généraliser à l'ensemble des ministères ».

Économie
- Liquidation de l'équipementier en communication, Nortel Networks France, qui en l'absence de repreneur devrait déboucher sur la suppression de 480 emplois sur les 700 à Châteaufort (Yvelines).
- Le groupe automobile Toyota annonce l'embauche de 320 intérimaires supplémentaires pour son usine de production de Yaris à Valenciennes (Nord).
- L'association d'extrême gauche, Droit au logement, est relaxé par la Cour d'appel de Paris pour avoir installé du 3 octobre au 15 décembre 2007 un campement de 318 tentes de mal-logés rue de la Banque à Paris (IIe). Les magistrats ont décrété que l'association « avait eu raison d’installer des tentes dans la rue pour y parquer des mal-logés africains, au nom de l’état de nécessité, qui innocente celui qui commet une infraction pour échapper à une menace ou à un danger imminent ».

Affaires diverses
- Les douaniers de Marne-la-Vallée (Seine-et-Marne) saisissent plus de 15 tonnes de cigarettes de contrefaçon dans un camion et dans un entrepôt, soit 75 800 cartouches d'une valeur de 3,6 millions d'euros.

### Vendredi29 mai 2009
Économie
- Le nombre de cafés, bars et brasseries en France a diminué de quelque 2 250 en 2008 en raison notamment de la crise, passant de 40 845 à 38 600 établissements, alors que le chiffre d'affaires 2008 du secteur de la consommation alimentaire hors domicile a globalement augmenté de 0,76 % pour atteindre 81,1 milliards d'euros, avec cependant d'importantes disparités entre la restauration rapide (+10 %), les restaurants classiques (en forte baisse), les restaurants indépendants (-7,4 %) et les restaurants de chaîne (+7,4 %).
- Le marché de l'alimentaire bio a progressé de 25 % en 2008 suivant la progression des surfaces de vente de 34,6 % par rapport à 2007. À la fin 2008, plus de 580 000 hectares étaient consacrés à l'agriculture biologique en France dont plus de 80 000 hectares en conversion. Le nombre de producteurs bio a augmenté de 11 % en un an s'établissant à quelque 13 300.

Affaires diverses
- Dans le cadre de l'Affaire Sofremi, Pierre Pasqua, fils unique de l'ancien ministre de l'Intérieur et l'homme d'affaires Pierre Falcone sont condamnés en appel à un an prison ferme pour des détournements de fonds dans les années 1990 et à une amende de 375 000 euros. Parmi les bénéficiaires, figurait Pierre Pasqua qui aurait touché quelque 1,5 million €. Charles Pasqua est également impliqué dans cette affaire, mais en tant qu'ancien ministre, il devra en répondre devant la Cour de justice de la république.
- La championne de snowboard Karine Ruby (31 ans) trouve la mort avec d'autres membres de sa cordée après être tombée dans une crevasse dans le massif du Mont Blanc sur la commune de Chamonix.
- D'importantes opérations de police réalisées dans la semaine dans 4 cités de Paris — cité des Amandiers (20e), cité Curial-Cambrai (19e), cité Périchaux (15e) et cité des Olympiades (13e) — ont permis de découvrir plusieurs dizaines d'objets volés, des stupéfiants, des armes et des munitions. 13 personnes ont été interpellées.

Culture
- Concert de Johnny Hallyday au Stade de France à Saint-Denis (Seine-Saint-Denis). 80 000 spectateurs étaient présents.

### Samedi30 mai 2009
Politique
- Le ministère de la Santé annonce vouloir passer commande de 100 millions de doses du futur vaccin contre la grippe A/H1N1, pour « près d'un milliard d'euros », à trois laboratoires pharmaceutiques (GlaxoSmithKline, Sanofi Pasteur et Novartis) afin de se prémunir d'un éventuel retour du virus à l'automne.

Affaires diverses
- L'équipe de football de Bordeaux décroche son sixième titre de champion de France.

Culture
- Deuxième concert de Johnny Hallyday au Stade de France retransmis en direct sur TF1.

### Dimanche31 mai 2009
Politique
- Lors de la traditionnelle fête annuelle de l'organisation trotskiste, Lutte ouvrière, qui a réuni plus de 10 000 personnes selon les organisateurs, Arlette Laguiller a passé le relais à Nathalie Arthaud qui a plaidé pour une Europe « débarrassée des exploiteurs » lors de son premier discours.

Affaires diverses
- 32 cas confirmés de grippe H1N1, importés des États-Unis, du Mexique, de la République dominicaine et du Canada.